# Stamhertigdöme

Tysk-romerska riket år 1000.

Ett stamhertigdöme (tyska Stammesherzogtum eller Herzogtum), var en av de territoriella enheter under tidig medeltid i Tysk-romerska riket som motsvarade utbredningen av en  germansk stam. De viktigaste var Bayern, Franken, Sachsen, Schwaben och Thüringen som vart och ett styrdes av en stamhertig som ofta utmanade kejsarmakten.

## Källa
- "Stamhertigdöme", Nationalencyklopedin (2000)